# La Forteresse suspendue
Pour plus de détails, voir Fiche technique et Distribution.
La Forteresse suspendue est un film québécois réalisé par Roger Cantin, sorti en 2001 et mettant en vedette Matthew Dupuis, Roxane Gaudette-Loiseau et Jérôme Leclerc-Couture. Il fait partie de la série de films pour la jeunesse Contes pour tous, le film étant la suite de La Guerre des tuques.

## Synopsis
Le film présente des enfants jouant à la guerre dans une forêt. Une bande défend une maison construite dans les arbres alors qu'une autre bande tente de s'en emparer. Les gens pensent qu'un ours rôde dans le camping.

## Fiche technique
- Titre : La Forteresse suspendue
- Réalisation : Roger Cantin
- Scénario : Roger Cantin
- Musique originale: Milan Kymlicka
- Direction artistique : Jean Bécotte
- Costumes : Francesca Chamberland
- Maquillage : Nathalie Trépanier
- Coiffure : Mario-Philippe Gingras
- Photographie : Allen Smith
- Son : Pierre Blain, Christian Rivest, Michel Descombes
- Montage : Simon Sauvé
- Production : Rock Demers et Chantal Lafleur
- Société de production : Les Productions La Fête
- Sociétés de distribution : Equinoxe Films
- Budget : 4 millions $ CA[2]
- Pays de production :  Canada
- Langue originale : français
- Format : couleur — 35 mm — son Dolby numérique
- Genre : comédie, film pour enfants
- Durée : 95 minutes
- Dates de sortie : 
  - Canada : 11 juin 2001 (avant-première au Cinéma 9 à Rock Forest)[3]
  - Canada : 13 juin 2001 (avant-première au Cinéma Odyssée à Chicoutimi)[4]
  - Canada : 14 juin 2001 (avant-première au Cinéma Beauport à Beauport)[5]
  - Canada : 22 juin 2001 (sortie en salle au Québec)
  - Pays-Bas : 22 octobre 2001 (Cinekid Festival à Amsterdam)
  - États-Unis : 29 octobre 2001 (Festival international du film pour enfants de Chicago (en))
  - France : 13 février 2002
  - Tchéquie : 27 mai 2002 (Festival international du film pour les enfants et la jeunesse à Zlín)
  - Canada : 28 mai 2002 (DVD)
  - Royaume-Uni : 29 juin 2002 (Festival du film du Commonwealth à Manchester)
- Classification :
  - Québec : Visa général[6]

## Distribution
- Matthew Dupuis : Marc Chabot
- Roxane Gaudette-Loiseau : Sarah Chabot
- Jérôme Leclerc-Couture : Julien Chicoine
- Jean-Philippe Debien : Groleau
- Charli Arcouette-Martineau : Suzie Lespérance
- Xavier Dolan-Tadros : Michaël
- Laurent-Christophe de Ruelle : petit frère de Michaël
- Jérémy Gagnon : Mario Papineau
- Carmina Sénosier : Marie-Ange Toussaint
- Émilie Cyrenne-Parent : arbitre indienne
- Serge-Olivier Paquette : Olivier, arbitre conquistador
- Hugo Dubé : Louis-Georges Chabot, père de Marc et Sarah
- Georges Brossard : Philippe Beauregard
- Patrick Labbé : Luc, père de Julien
- Isabelle Cyr : Sophie, mère de Julien
- Gaston Caron : Léo Laperle
- Fayolle Jean : Dr Rachid Saoud, père d'Olivier
- Mireille Métellus : Mme Toussaint
- Julie Saint-Pierre : Lucie, la mère de Michaël
- Rock Demers : homme au camion avec l'ours